# Distrito Escolar Independiente de Cedar Hill

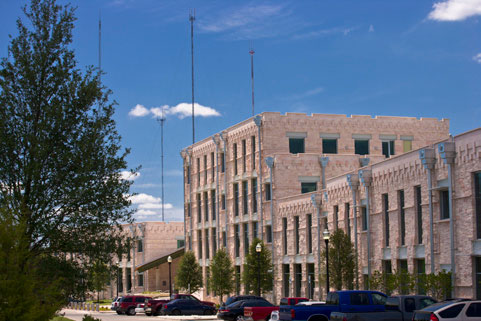
The Cedar Hill Government Center tiene la sede del distrito

El Distrito Escolar Independiente de Cedar Hill (Cedar Hill Independent School District o CHISD) es un distrito escolar del Condado de Dallas. Tiene su sede en Cedar Hill.
Sirve la mayoría de Cedar Hill y partes de Grand Prairie, Ovilla, Duncanville y Dallas.

## Escuelas

### Preparatorias

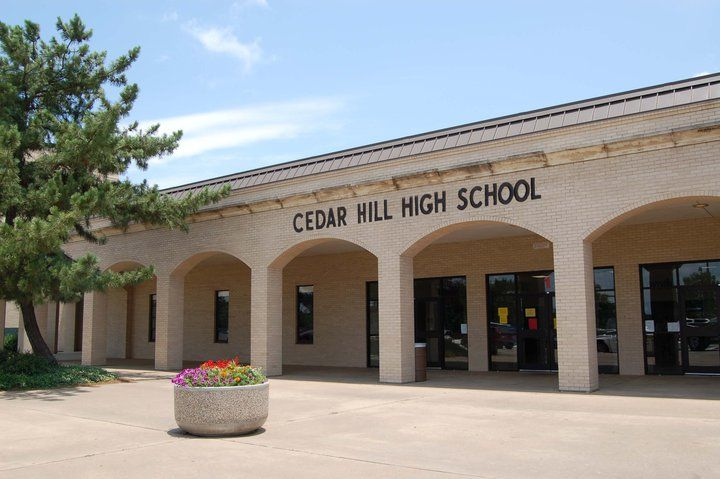
Cedar Hill High School

- Cedar Hill High School
- Ninth Grade Center
- Cedar Hill Collegiate High School

### Secundarias
- W.S. Permenter Middle School
- Bessie Coleman Middle School

### Intermedias
- Belt Line Intermediate School
- Joe Wilson Intermediate School
- West Intermediate School

### Primarias
- Bray Elementary School
- Highlands Elementary School
- High Pointe Elementary School
- Lake Ridge Elementary School
- Plummer Elementary School
- Waterford Oaks Elementary School